# Semisuma
La semisuma (del prefijo semi-, mitad) es la mitad de la suma de dos o más números. En el caso de dos números, la semisuma coincide con la media aritmética. De forma análoga, la semidiferencia es la mitad de la diferencia de dos números.
A partir de la semisuma y la semidiferencia de dos números a y b, {\displaystyle c={\frac {a+b}{2}}} y {\displaystyle d={\frac {a-b}{2}}}, se pueden recuperar los números de partida de nuevo aplicando, respectivamente, la suma y la diferencia.
{\displaystyle c+d={\frac {a+b}{2}}+{\frac {a-b}{2}}=a}
{\displaystyle c-d={\frac {a+b}{2}}-{\frac {a-b}{2}}=b}

## Usos
- La función coseno hiperbólico se define como la semisuma de la función exponencial y su inverso multiplicativo, mientras que el seno hiperbólico se define como su semidiferencia.
- En estadística, el rango medio equivale a la semisuma de los valores extremos de una muestra.

- Datos: Q6124792